# 13112 Montmorency
13112 Montmorency (tên chỉ định: 1993 QV4) là một tiểu hành tinh vành đai chính. Nó được phát hiện bởi Eric Walter Elst ở Caussols, Alpes-Maritimes, Pháp, ngày 18 tháng 8 năm 1993. Nó được đặt theo tên Philip de Montmorency, Count of Horn, a Flemish military leader và statesman of the 16th century.